# Nordeidet
Nordeidet est une localité du comté de Troms, en Norvège.

## Géographie
Administrativement, Nordeidet fait partie de la kommune de Karlsøy.